# Morgengesellschaft
Die Morgengesellschaft (selbstironisch und umgangssprachlich auch als „Frühaufsteher“ bezeichnet) war ein Gesprächskreis liberal gesinnter Großbürger, der in Nürnberg von 1830 bis 1933 existierte. Es handelte sich um einen abgeschlossenen, aber nicht als eingetragener Verein institutionalisierten Kreis einflussreicher und mäzenatischer Persönlichkeiten unterschiedlicher politischer Couleur, wenngleich auch die Mitglieder im weitesten Sinne dem politischen Liberalismus zuzurechnen waren. Der Leitspruch des Kreises lautete: „Jeder kann thun was er will.“
Die Morgengesellschaft traf sich im Lutzschen Kaffeehaus (heute Lutzgarten), einer Gaststätte im nördlichen Nürnberger Vorort Großreuth hinter der Veste (heute Nürnberg-Großreuth) zum morgendlichen Kaffee. Die Morgengesellschaftler verließen frühmorgens die innere Stadt über das Maxtor Richtung Großreuth. Im Winter mussten sie (bis zur Errichtung der Gasbeleuchtung 1847) Laternen tragen, sofern nicht der Mond schien. 
Zu den Mitgliedern gehörten u. a. Max von Kirschbaum, August von Kreling, Johann Perlberg, August Witschel, Sigmund Schuckert, Georg von Stromer, Ludwig Ritter von Gerngroß. Anfangs rekrutierten sich die Mitglieder aus der ehemaligen Patrizierschaft und später dann zunehmend aus dem gehobenen Bürgertum.  
Die Mitglieder sammelten und stifteten beträchtliche Summen für gemeinnützige und kulturelle Zwecke. Der bedeutendste Mäzen war Ludwig Ritter von Gerngroß. 
Beginnend ab etwa 1880 waren auch viele, vor allem säkulare Juden Mitglieder der Morgengesellschaft. Dieser Umstand bedeutete nach rund hundert Jahren das Ende des Kreises, der sich ab 1933 nicht mehr traf. (Der Wirt des Lutzgartens weigerte sich auch nach Beginn der Naziherrschaft, das Schild „Juden unerwünscht“ aufzustellen.) Nach 1945 wurde die Tradition der Morgengesellschaft nicht mehr erneut belebt.